# هنري كروسبي إميري
هنري كروسبي إميري (بالإنجليزية: Henry Crosby Emery)‏ هو اقتصادي أمريكي، ولد في 21 ديسمبر 1872 في إلسورث في الولايات المتحدة، وتوفي في 6 فبراير 1924.